# Edgerrin James
Edgerrin Tyree James (Immokalee, Florida, 1 de agosto de 1978), más conocido como Edgerrin James, es un exjugador profesional estadounidense de fútbol americano que se desempeñó en la posición de running back en la National Football League (NFL). Es miembro del Salón de la Fama del Fútbol Americano Profesional.

## Carrera
James jugó como profesional siete temporadas en Indianapolis Colts (1999-2005), después pasó a Arizona Cardinals (2006-2008), luego a Seattle Seahawks, donde jugó una temporada (2009), y fue el equipo en el que se retiró.

## Reconocimiento
En 2020, ingresó como miembro al Salón de la Fama del Fútbol Americano Profesional.